# Teresa & Maria
Teresa & Maria – singel ukraińskich piosenkarek Alyony Alyony i Jerry Heil wydany 11 stycznia 2024 roku, nakładem wytwórni Enko. Utwór reprezentował Ukrainę w 68. Konkursie Piosenki Eurowizji (2024).

## Lista utworów
| Digital download / media strumieniowe | Digital download / media strumieniowe | Digital download / media strumieniowe |
| Nr                                    | Tytuł utworu                          | Długość                               |
| ------------------------------------- | ------------------------------------- | ------------------------------------- |
| 1.                                    | „Teresa & Maria”                      | 2:59                                  |

## Geneza utworu i odbiór
Według piosenkarek utwór nawiązuje do postaci kościoła katolickiego Matki Teresy z Kalkuty oraz Marii z Nazaretu, matki Jezusa Chrystusa. Mimo to duet przyznał, że piosenka nie obraca się wokół ich postaci a ich symboliki tj. „miłosierdzia, miłości i zjednoczenia”. Jak twierdzą; „obie postacie zaczynały jako istoty ludzkie, co sugeruje że boskość istnieje”. Podkreśliły również że piosenka przekazuje „wzięcie odpowiedzialność za siebie w celu poprawy swojej przyszłości i że szczęście jest osiągane w momencie gdy człowiek sam go poszukuje”.
W odpowiedzi na krytykę Matki Teresy za brak opieki medycznej w jej klinikach w Indiach, Alyona broniła Matki Teresy stwierdzając że „chciała aby ludzie żyli, a nie umierali”.

## Konkurs Piosenki Eurowizji
28 lipca 2023 oficjalnie ukraiński nadawca Narodowa Publiczna Teleradiokompania Ukrainy (NSTU) potwierdził udział w konkursie i otworzył zgłoszenia dla potencjalnych kandydatów do udziału w preselekcjach Widbir. 12 stycznia 2024 ogłoszono, że duet zakwalifikował się do finału preselekcji. 4 lutego ogłoszono, że piosenka zwyciężyła finał preselekcji otrzymując w sumie 10 pkt od jury oraz maksymalną ilość 11 pkt w głosowaniu telewidzów, dzięki czemu otrzymała prawo do reprezentowania Ukrainy w konkursie. 
11 maja piosenka została zaprezentowana jako druga w kolejności startowej finału i zajęła 3. miejsce zdobywszy łącznie 453 punkty, w tym 146 pkt od jury (5. miejsce) i 307 pkt od widzów (3. miejsce).

## Certyfikaty i sprzedaż
| Kraj          | Certyfikat  | Sprzedaż |
| ------------- | ----------- | -------- |
| Polska (ZPAV) | złota płyta | 25 000+  |